# 八尾市立桂小学校
八尾市立桂小学校（やおしりつ かつら しょうがっこう）は、大阪府八尾市にある公立小学校。

## 沿革
明治時代初期に当時の若江郡西郡村に設置された西郡小学校に起源を発する。1963年（昭和38年）に現在地に移転し、同時に移転先の地名をとった桂小学校に改称している。
- 1874年11月1日 - 若江郡公立西郡小学校として創立。
- 1889年4月 - 若江郡日新簡易小学校に改称。
- 1890年3月 - 若江郡西郡尋常小学校に改称。
- 1896年4月1日 - 郡の合併により、中河内郡西郡尋常小学校と称する。
- 1927年4月1日 - 高等科を併設。中河内郡西郡尋常高等小学校に改称。
- 1941年4月1日 - 国民学校令により、中河内郡西郡国民学校に改称。
- 1947年4月1日 - 学制改革により、西郡村立小学校に改称。
- 1948年4月1日 - 西郡村が合併で八尾市になったことに伴い、八尾市立西郡小学校に改称。
- 1951年 - 校歌制定。
- 1962年2月18日 - 校舎火災により全焼。
- 1963年9月 - 現在地に移転し、八尾市立桂小学校に改称。

## 通学区域
- 八尾市 山賀町（2丁目の一部を除くほぼ全域）、泉町、幸町、桂町1丁目 - 4丁目、桂町6丁目（一部）、高砂町1丁目、高砂町2丁目（一部）、高砂町3丁目（一部）。

卒業生は基本的に八尾市立桂中学校に進学する。

## 交通
- 近鉄大阪線 近鉄八尾駅 北へ約2.3km。